# Gölyeri
Gölyeri è un comune dell'Azerbaigian situato nel distretto di Yardımlı. Conta una popolazione di 508 abitanti.